# Copa del Rei de futbol 2007-08
La Copa del Rei de futbol 2007-08 fou la 104a edició d'aquesta competició, que començà el 29 d'agost del 2007 i acabà el 16 d'abril del 2008 amb la celebració de la final, que tingué lloc a l'Estadi Vicente Calderón i va enfrontar el València CF contra el Getafe CF, guanyant l'equip valencianista per 3-1.

## Primera ronda
| 29 d'agost del 2007   |                  |                   |
| Universidad LP        | 2-0              | SS Reyes          |
| RSD Alcalá            | 1-5              | Pontevedra CF     |
| Caudal Deportivo      | 0-1              | CD San Isidro     |
| SD Noja               | 1-2              | UB Conquense      |
| Barakaldo CF          | 1-1 (4-2 penals) | CD Mirandés       |
| SD Lemona             | 1-2              | CF Palencia       |
| Zalla UC              | 1-3              | Real Unión        |
| Burgos CF             | 2-0              | Haro Deportivo    |
| Utebo CF              | 1-2              | CD Valle de Egüés |
| SD Huesca             | 1-0              | Sestao River Club |
| CE Dénia              | 2-1              | CF Reus Deportiu  |
| UE Eivissa            | 0-2              | Alacant CF        |
| Coruxo FC             | 2-4              | CF Badalona       |
| Algeciras CF          | 1-0              | Mazarrón CF       |
| Granada Atlético CF   | 0-1              | FC Cartagena      |
| UD Puertollano        | 2-1              | CD Linares        |
| Racing Club Portuense | 4-1              | Xerez CF          |
| Lorca Deportiva       | 2-3              | Real Jaén         |

## Segona ronda
| 4 de setembre, 2007 |                  |                        |  |
| UD Las Palmas       | 1-0              | Reial Societat         |  |
| 5 de setembre, 2007 |                  |                        |  |
| Universidad         | 0-1              | Alacant CF             |  |
| Valle de Egüés      | 1-2              | Burgos CF              |  |
| CE Alcoià           | 2-0              | UB Conquense           |  |
| UD Puertollano      | 2-1              | CF Badalona            |  |
| Pontevedra CF       | 1-0              | FC Cartagena           |  |
| Real Jaén           | 0-2              | Rayo Vallecano         |  |
| CD San Isidro       | 2-5              | RC Portuense           |  |
| Algeciras CF        | 0-1              | CD Denia               |  |
| Talavera CF         | 2-1              | Barakaldo CF           |  |
| CE L'Hospitalet     | 1-0              | SD Huesca              |  |
| CF Palencia         | 0-0 (4-5 penals) | SD Ponferradina        |  |
| Real Unión          | Suspès           | UD Vecindario          |  |
| Granada 74 CF       | 1-0              | Sporting de Gijón      |  |
| Albacete Balompié   | 1-0              | CE Castelló            |  |
| CD Tenerife         | 1-0              | Polideportivo Ejido    |  |
| Xerez CD            | 3-1              | Racing de Ferrol       |  |
| UD Salamanca        | 1-2              | Elx CF                 |  |
| Córdoba CF          | 2-3              | Cadis CF               |  |
| Deportivo Alavés    | 1-0              | Gimnàstic de Tarragona |  |
| Màlaga CF           | 2-1              | Celta de Vigo          |  |
| Hèrcules CF         | 2-0              | CD Numancia            |  |

## Tercera ronda
| 10 d'octubre, 2007 |                  |                  |
| Hèrcules CF        | 2-1              | Deportivo Alavés |
| CD Tenerife        | 1-2              | Màlaga CF        |
| Elx CF             | 2-1              | SD Eibar         |
| Cadis CF           | 2-3              | Granada 74 CF    |
| Albacete Balompié  | 0-2              | Xerez CD         |
| Burgos CF          | 2-0              | SD Ponferradina  |
| CE Alcoià          | 1-1 (5-3 penals) | Rayo Vallecano   |
| CD Denia           | 3-1              | RC Portuense     |
| Pontevedra CF      | 2-0              | UD Puertollano   |
| Talavera CF        | 0-2              | Alacant CF       |
| Real Unión         | 2-1              | CE L'Hospitalet  |

## Setzens de final
| anada 12/19 de novembre, 2007 tornada 2/3 de gener, 2008 |     |                      |     |     |
| Hèrcules CF                                              | 2-4 | Athletic Club        | 2-2 | 0-2 |
| Alacant CF                                               | 2-3 | Reial Madrid         | 1-1 | 1-2 |
| CE Alcoià                                                | 2-5 | FC Barcelona         | 0-3 | 2-2 |
| CD Denia                                                 | 4-5 | Sevilla FC           | 1-1 | 3-4 |
| Real Unión                                               | 1-5 | València CF          | 1-2 | 0-3 |
| Burgos CF                                                | 1-5 | Getafe CF            | 0-1 | 1-4 |
| Pontevedra CF                                            | 2-3 | Reial Saragossa      | 1-0 | 1-3 |
| UD Las Palmas                                            | 3-6 | Vila-real CF         | 2-4 | 1-2 |
| Granada 74 CF                                            | 2-3 | Atlètic de Madrid    | 1-2 | 1-1 |
| Elx CF                                                   | 1-4 | Reial Betis          | 1-1 | 0-3 |
| Màlaga CF                                                | 0-2 | Racing Santander     | 0-0 | 0-2 |
| Xerez CD                                                 | 1-2 | Recreativo de Huelva | 0-1 | 1-1 |
| RCD Espanyol                                             | 3-2 | Deportivo            | 1-1 | 2-1 |
| Levante UE                                               | 3-2 | UD Almería           | 2-1 | 1-1 |
| Valladolid CF                                            | 4-3 | Murcia CF            | 1-1 | 3-2 |
| Osasuna                                                  | 2-4 | RCD Mallorca         | 2-0 | 0-4 |

## Vuitens de final
| anada 9 de gener, 2008 tornada 16 de gener, 2008 |     |                  |     |                  |
| Athletic Club                                    | 2-2 | RCD Espanyol     | 1-1 | 1-1 (4-3 penals) |
| RCD Mallorca                                     | 3-1 | Reial Madrid     | 2-1 | 1-0              |
| Sevilla FC                                       | 1-1 | FC Barcelona     | 1-1 | 0-0              |
| Reial Betis                                      | 2-4 | València CF      | 1-2 | 1-2              |
| Getafe CF                                        | 4-0 | Levante UE       | 3-0 | 1-0              |
| Reial Saragossa                                  | 3-5 | Racing Santander | 1-1 | 2-4              |
| Recreativo de Huelva                             | 1-2 | Vila-real CF     | 1-0 | 0-2              |
| Atlètic de Madrid                                | 1-1 | Valladolid CF    | 0-0 | 1-1              |

## Quarts de final
anada 23 de gener, 2008
tornada 30 de gener, 2008
| Equip 1          | Global | Equip 2           | Anada | Tornada |
| ---------------- | ------ | ----------------- | ----- | ------- |
| Racing Santander | 5-3    | Athletic Club     | 2-0   | 3-3     |
| Getafe CF        | 2-2    | RCD Mallorca      | 1-0   | 1-2     |
| Vila-real CF     | 0-1    | FC Barcelona      | 0-0   | 0-1     |
| València CF      | 3-3    | Atlètic de Madrid | 1-0   | 2-3     |

## Semifinals
anada 27 de febrer, 2008
tornada 19 de març, 2008
| Equip 1      | Global | Equip 2          | Anada | Tornada |
| ------------ | ------ | ---------------- | ----- | ------- |
| Getafe CF    | 4-2    | Racing Santander | 3-1   | 1-1     |
| FC Barcelona | 3-4    | València CF      | 1-1   | 2-3     |

## Final
| València CF                      | 3–1 | Getafe CF         |
| -------------------------------- | --- | ----------------- |
| Mata 4' Alexis 11' Morientes 83' |     | Granero 45+1' (p) |

 Vicente Calderón (Madrid)        
| Guanyador de la Copa del Rei 2007-08 |
| ------------------------------------ |
|                                      |
| València CF Setè títol               |

## Golejadors
| Jugador          | Equip               | Gols |
| ---------------- | ------------------- | ---- |
| Nikola Zigic     | València CF         | 4    |
| Joaquín          | València CF         | 4    |
| Thierry Henry    | FC Barcelona        | 4    |
| Ricardo Oliveira | Reial Saragossa     | 3    |
| Mohammed Tchité  | Racing de Santander | 3    |
| Juan Mata        | València CF         | 3    |